# Kruki (województwo łódzkie)
Kruki – wieś w Polsce położona w województwie łódzkim, w powiecie kutnowskim, w gminie Żychlin.
W latach 1954–1961 wieś należała i była siedzibą władz gromady Kruki, po jej zniesieniu w gromadzie Biała. W latach 1975–1998 miejscowość administracyjnie należała do województwa płockiego.